# 陆之平
陆之平，字康侯，山东青州府安邱县人。清末教师。

## 生平
1892年毕业于登州文会馆。先后出任南京汇文书院教习，登州文会馆教习。
1897年任上海南洋公学教师，讲授物理。
山西大学堂成立后，任教于西学专斋。
1905年左右出任陕西大学堂教习。
民国成立后就职于山西代州烟酒公卖事务所。